# Kongenitale Nebennierenhyperplasie durch 3-beta-Hydroxysteroid-Dehydrogenase-Mangel
Die Kongenitale Nebennierenhyperplasie durch 3-beta-Hydroxysteroid-Dehydrogenase-Mangel ist eine sehr seltene angeborene Form der Kongenitalen Nebennierenhyperplasie, auch als Adrenogenitales Syndrom Typ II bezeichnet. Hauptmerkmale sind Mangel an Glucocorticoiden und Mineralocorticoiden, nur geringe Virilisierung beim männlichen Geschlecht (Pseudohermaphroditismus) mit Mikropenis bis zur perineoskrotalen Hypospadie, beim weiblichen Geschlecht normale Entwicklung oder partielle Virilisierung.
Weitere Synonyme sind: Nebennierenhyperplasie, kongenitale, durch 3-beta-Hydroxysteroid-Dehydrogenase-Mangel; 3-Beta-HSD Deficiency; HSDB
Die Erstbeschreibung stammt aus dem Jahre 1962 durch den US-amerikanischen Endokrinologen Alfred M. Bongiovanni.

## Verbreitung
Die Häufigkeit wird mit unter 1 zu 1.000.000 angegeben, die Vererbung erfolgt autosomal-rezessiv.

## Ursache
Der Erkrankung liegen Mutationen im HSD3B2-Gen auf Chromosom 1 Genort p13.1 zugrunde, welches für die 3β-Hydroxysteroid-Dehydrogenase-Isomerase kodiert.
Die Störung der Biosynthese betrifft sowohl die Nebennieren als auch die Gonaden mit verminderter Exkretion von Cortisol, Aldosteron, Progesteron, Androgen und Östrogen.

## Einteilung
Je nach Schweregrad kann eine Einteilung erfolgen in:
- „klassische Form“ (ausgeprägte Veränderungen)
- „nicht-klassische Form“ (mildere Veränderungen)

Ferner können Formen mit oder ohne Salzverlust abgegrenzt werden.

## Klinische Erscheinungen
Klinische Kriterien sind:
- Bei vorliegendem Salzverlust Dehydratation und Arterielle Hypotonie bereits in den ersten Lebenswochen
- Manifestation im Neugeborenen- oder Kleinkindesalter
- Beim weiblichen Geschlecht Intersexualität
- Beim männlichen Geschlecht intersexuelles oder weibliches äußeres Genitale

Bei der „nicht-klassischen Form“ bei Jungen Mikropenis oder Hypospadie, bei Mädchen Auffälligkeiten erst während der Pubertät oder im Erwachsenenalter mit Oligomenorrhoe, Hirsutismus oder Unfruchtbarkeit.

## Diagnose
Bei der „klassischen Form“ besteht ein abnormes Verhältnis von 17-Hydroxypregnenolon zu 17-Hydroxyprogesteron und von Dehydroepiandrosteron zu Androstendion.
Bei der „nicht-klassischen Form“ zeigt ein Corticotropin-Stimulationstest eine unnormale Anreicherung von Vorläufersteroiden.

## Differentialdiagnose
Abzugrenzen sind andere Formen der Kongenitalen Nebennierenhyperplasie bzw. des  Adrenogenitalen Syndroms.

## Therapie
Die Behandlung besteht aus einer lebenslangen Hormonersatztherapie.